# NGC 6891
NGC 6891 је планетарна маглина у сазвежђу Делфин која се налази на NGC листи објеката дубоког неба.
Деклинација објекта је + 12° 42' 17" а ректасцензија 20h 15m 8,9s. Привидна величина (магнитуда) објекта NGC 6891 износи 10,5 а фотографска магнитуда 11,7. NGC 6891 је још познат и под ознакама PK 54-12.1, CS=12.4.